# Exostoma
Exostoma (Blyth, 1860) è un genere di pesci gatto della famiglia Sisoridae originario dell'Asia.

## Descrizione
Questi pesci si distinguono per avere una scanalatura continua dietro le labbra (scanalatura post-labiale), le aperture della branchie che non si estendono sul lato inferiore, dentatura omodonte a forma di remo disposti in entrambe le mascelle.  lI muso è ampiamente arrotondato, mentre il corpo è allungato e appiattito ventralmente alle pinne pelviche. Gli occhi sono piccoli, localizzati dorsalmente e sotto la pelle. Le labbra sono spesse, carnose e papillate.

## Distribuzione e habitat
Queste specie si trovano lungo il bacino del fiume Brahmaputra nell'India nord- orientale e in direzione est e sud nel bacino del Salween in Birmania. Alcuni esemplari di E. berdmorei si sono trovati nel bacino del fiume Sittang e Salween in Birmania. Gli esemplari di E. labiatum sono più comuni nel bacino del Brahmaputra, fino ad arrivare anche in Tibet, ma è stato anche ritrovato nel bacino del Salween e nell'Irrawaddy  Gli esemplari di E. stuarti provengono dal fiume Ayeyarwady della Birmania e dell'India; tuttavia, non è stata ancora confermata la sua origine.  Gli esemplari di E. labiatum si trovano nelle rapide di montagna.

## Tassonomia
Ci sono attualmente 9 specie riconosciute in questo genere:
- Exostoma barakensis Vishwanath e H. Joyshree, 2007
- Exostoma berdmorei Blyth, 1860
- Exostoma effrenum HH Ng & Vidthayanon, 2014[3]
- Exostoma labiatum (McClelland, 1842 )
- Exostoma peregrinator HH Ng & Vidthayanon, 2014
- Exostoma sawmteai Lalramliana, Lalronunga, Lalnuntluanga e HH Ng, 2015[4]
- Exostoma stuarti (Hora, 1923)
- Exostoma tenuicaudata Tamang, Sinha & Gurumayum, 2015[5]
- Exostoma vinciguerrae Regan, 1905